# Recurvirostra avosetta
La avoceta común (Recurvirostra avosetta) es una especie de ave caradriforme de la familia Recurvirostridae propia de Eurasia y África. Es un ave zancuda de plumaje blanco y negro que se caracteriza por tener el pico curvado hacia arriba.

## Descripción

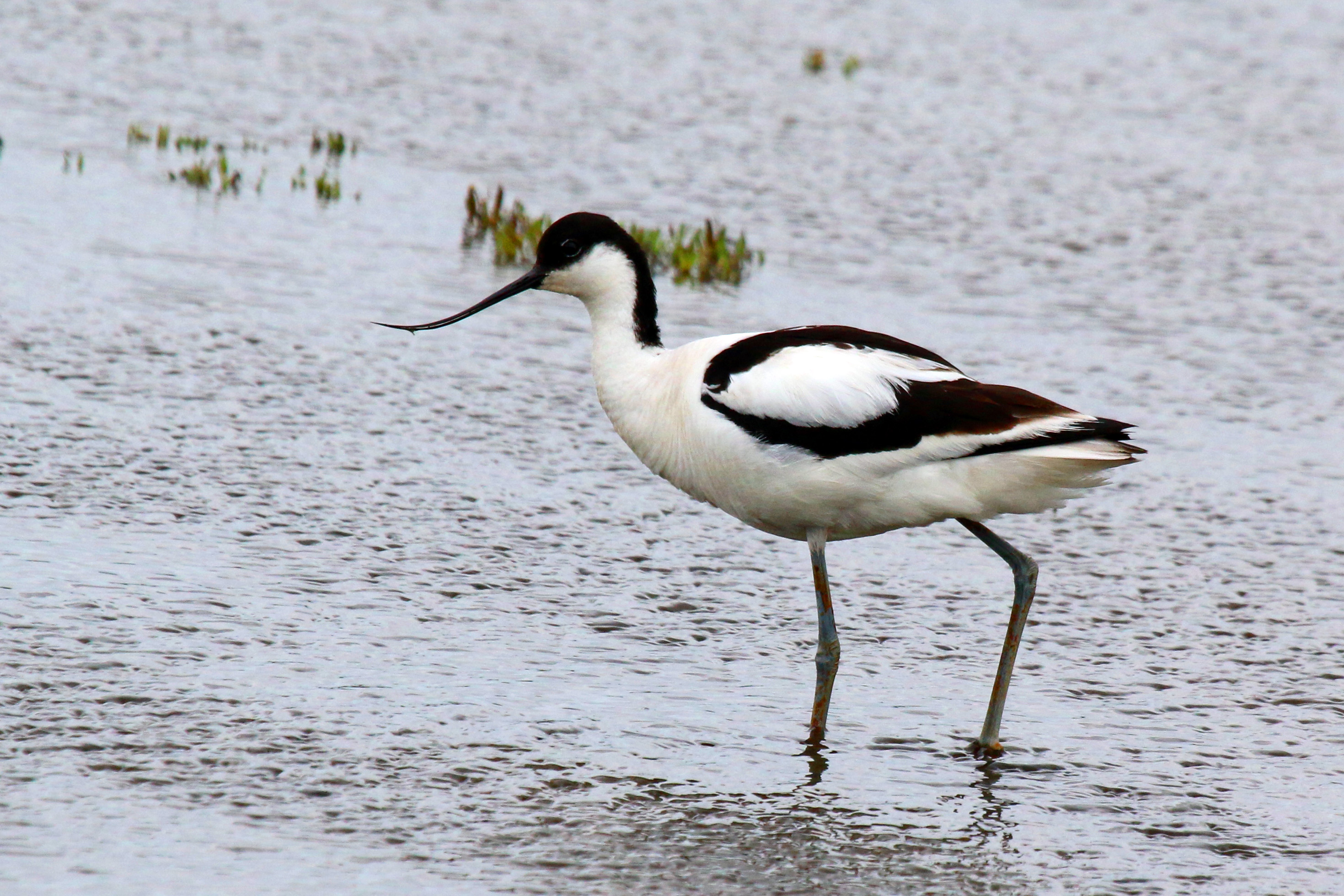
La avoceta es inconfundible por su pico curvado hacia arriba.

La avoceta es un ave zancuda de plumaje blanco con manchas negras en las alas y la parte superior de cabeza y cuello, con una longitud corporal de entre 41,9–45,1 cm. Se caracterizan por tener un largo pico negro curvado hacia arriba, de entre 7,5–8,5 cm. Tienen largas patas azuladas de 7,6–10,2 cm y una envergadura alar de 76–80 cm. Sus alas tienen las plumas primarias negras y dos franjas negras, una en la zona escapular y otra atravesando transversalmente las secundarias. Además tienen una mancha negra que ocupa la parte superior de la cabeza y el cuello, que sobrepasa la altura de los ojos. Ambos sexos tienen un aspecto similar, pero los juveniles son pardos donde los adultos tienen negro y su blanco suele estar manchado por tonos grisáceos y anteados.
La llamada de la avoceta es un melodioso kluit kluit.

## Taxonomía
La avoceta común es la especie tipo del género Recurvirostra, donde se clasifica con el resto de las avocetas, dentro de la familia Recurvirostridae, junto a las cigüeñuelas. A su vez Recurvirostridae se clasifica entre los Charadriiformes, un gran orden de aves en su mayoría acuáticas, que se divide en seis subórdenes: Charadrii (ostreros, chorlitos, avefrías, avocetas y afines), Chionidi (alcaravanes, picovainas y chorlito de Magallanes), Turnicidae (torillos), Lari (gaviotas, picos tijera, charranes, alcas, págalos, canasteras y afines), Limicoli (jacanas, agachonas, aguateros, el llanero, correlimos, andarríos y afines).
Las avocetas son aves acuáticas zancudas con el pico curvado hacia arriba. Su género está compuesto por cuatro especies, y un estudio de 2004 que comparaba la genética y morfología mostró que la avoceta común es la especie más divergente del género.
La avoceta común fue descrita científicamente por Carlos Linneo en 1758 en la décima edición de su obra Systema naturae, con el mismo nombre científico que en la actualidad, Recurvirostra avosetta. El nombre del género procede de la combinación de las palabras latinas recurvus «curvado hacia atrás» y rostrum que significa «pico»; mientras que el nombre de su especie procede de su nombre en véneto, avosetta.
A pesar de su amplia distribución no se reconocen subespecies diferenciadas de avoceta común.

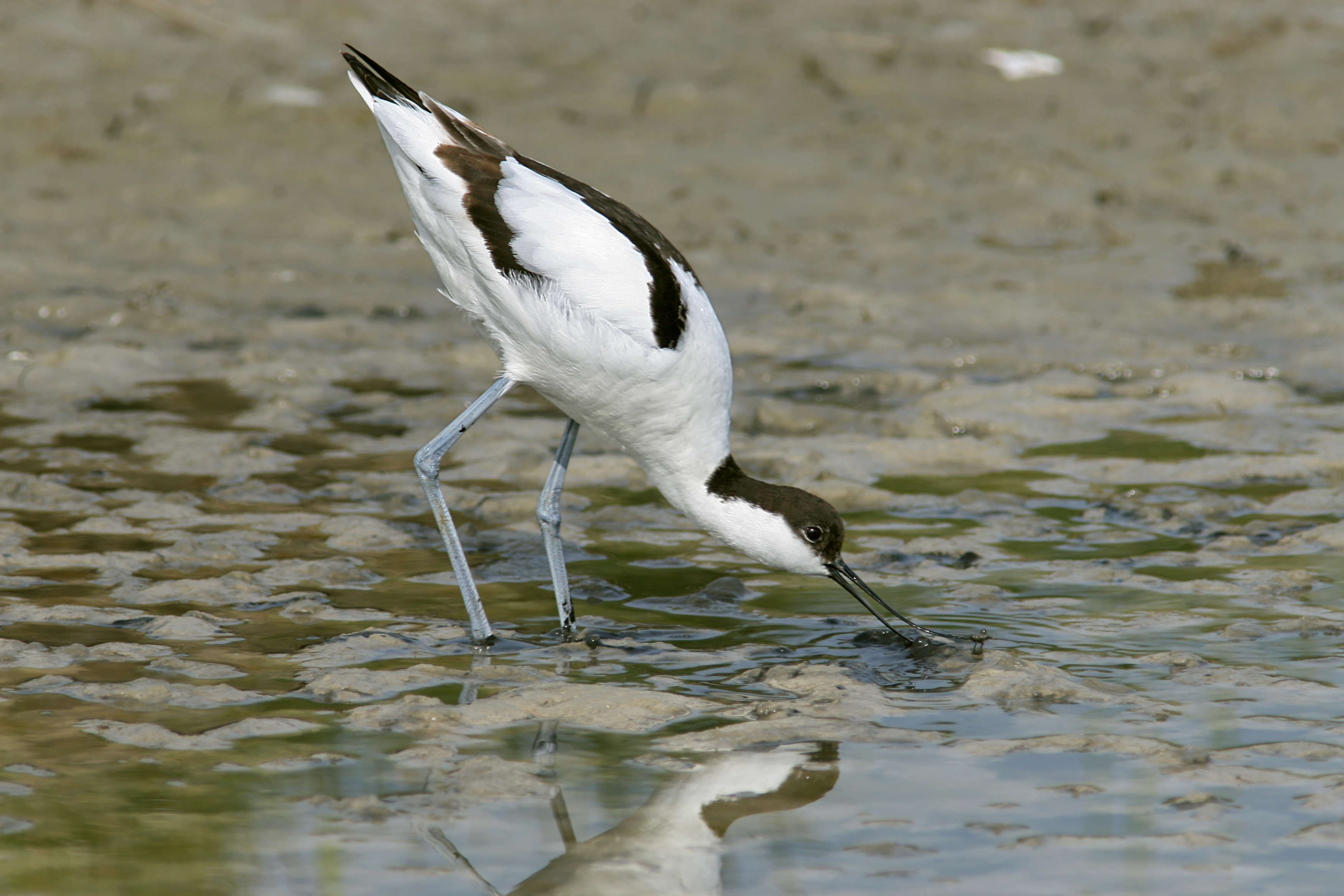
Las avocetas pescan filtrando la superficie del agua con su pico curvado.

## Alimentación

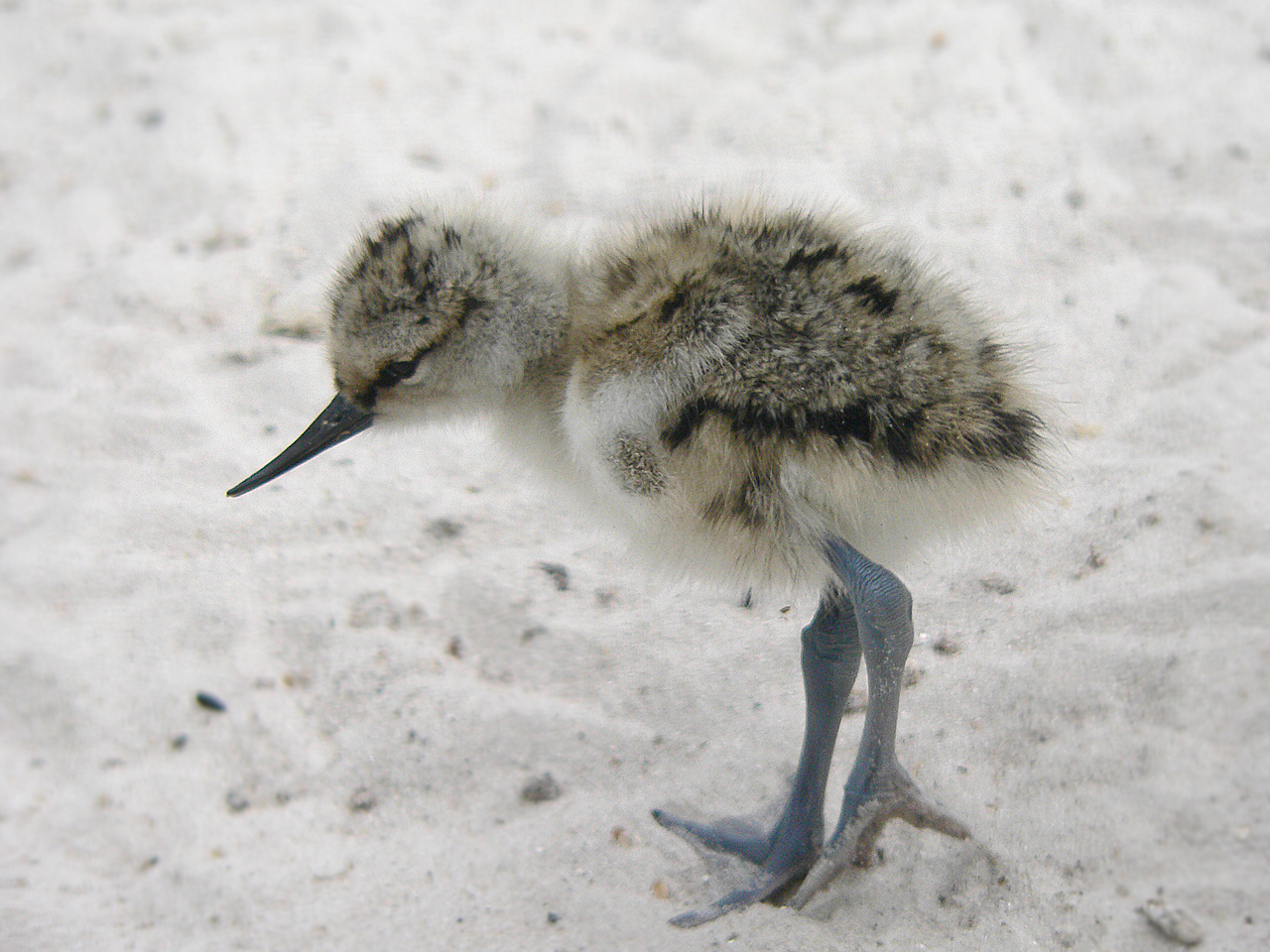
Los polluelos tienen el pico menos curvado que los adultos.

Se alimenta con su pico largo y curvado hacia arriba, utilizándolo como escoba para barrer de lado a lado las aguas poco profundas o el lodo. Esta avoceta filtra pequeños insectos, crustáceos y gusanos del agua por medio de un sistema complejo de su pico aserrado en el interior.

## Hábitat y reproducción

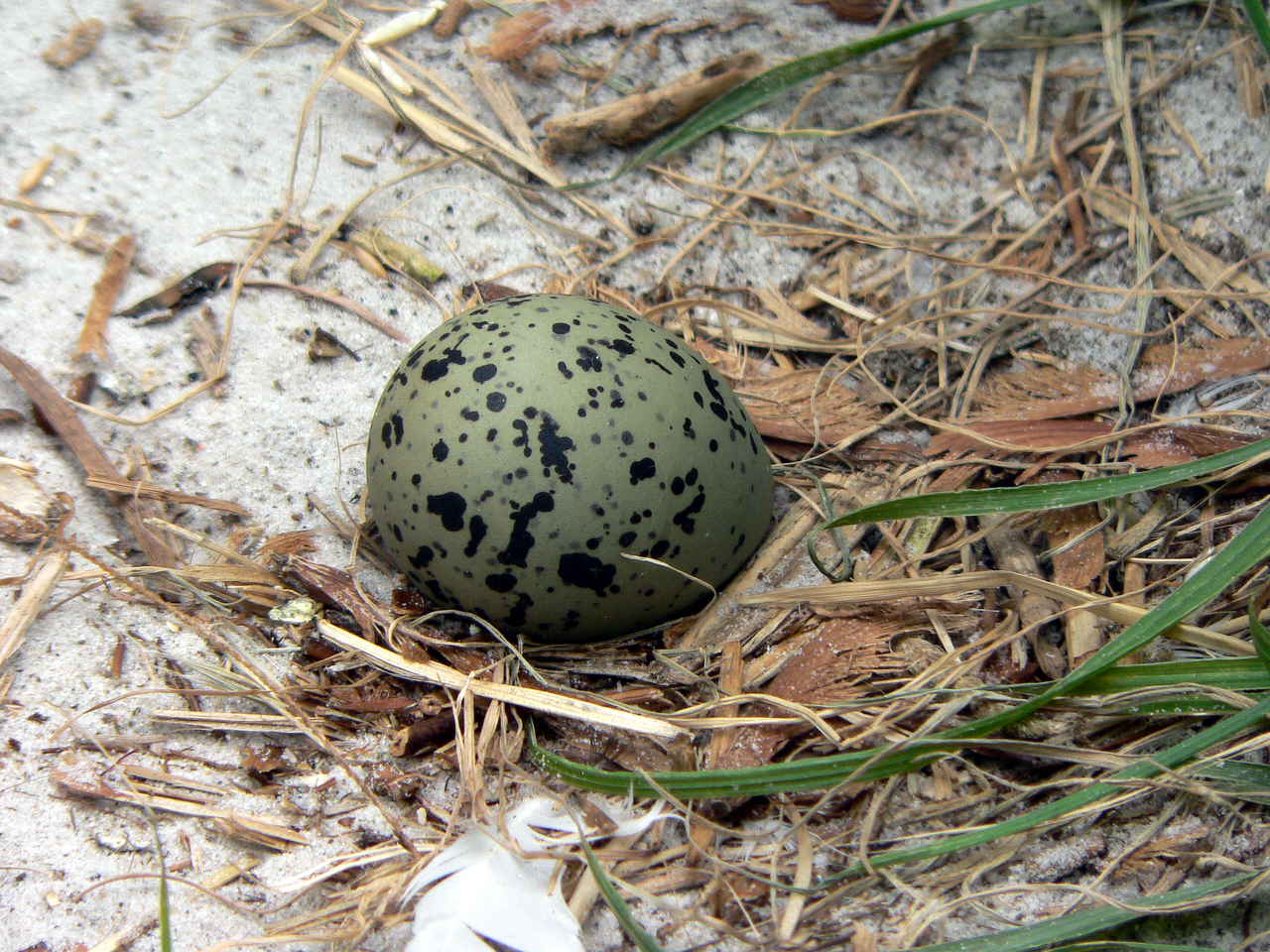
Huevo de avoceta.

Su hábitat de cría son lagos poco profundos de aguas salobres y barrosos. También se lo puede encontrar en aguas salitrosas y estuarios. Se aparea en colonias y sus crías caminan y se alimentan por sí mismas poco después de salir del cascarón. Anidan en tierra abierta, a menudo en grupos pequeños, a veces con otras aves zancudas. La hembra pone de 3 a 4 huevos en un montón de tierra con vegetación. Su período de incubación es de 23 a 25 días.

## Distribución
Viven en Europa templada y Asia Central. Esta especie es migratoria; en el invierno vuelan a África o al sur Asia. Algunos permanecen en las partes más apacibles de su área de distribución, por ejemplo, en el sur de España e Inglaterra.